# Народная партия (Польша)
Народная партия (пол. Stronnictwo Ludowe) — польская политическая партия, созданная в 1931 году в Польской Республике.
Партия была создана в 1931 году из трёх малых аграрных партий: Польская народная партия «Пяст», Польская народная партия «Освобождение» и Крестьянская партия. Во время Второй мировой войны сформировала крестьянские батальоны, действовавшие в период 1940—1945 годах.

## Известные члены
- Голеневский, Михал[2]